# Antarcturus furcatus
Antarcturus furcatus is een pissebed uit de familie Antarcturidae. De wetenschappelijke naam van de soort is voor het eerst geldig gepubliceerd in 1882 door Studer.